# Poecilotheria regalis
Espèce
Synonymes
- Ornithoctonus gadgili Tikader, 1977

Statut de conservation UICN

 LC  : Préoccupation mineure
Poecilotheria regalis est une espèce d'araignées mygalomorphes de la famille des Theraphosidae.
Elle est communément appelée mygale ornementale indienne ou tarentule ornemental indienne.

## Distribution
Cette espèce est endémique d'Inde. Elle se rencontre en Andhra Pradesh, au Karnataka, au Kerala, au Maharashtra et au Tamil Nadu. 

## Description

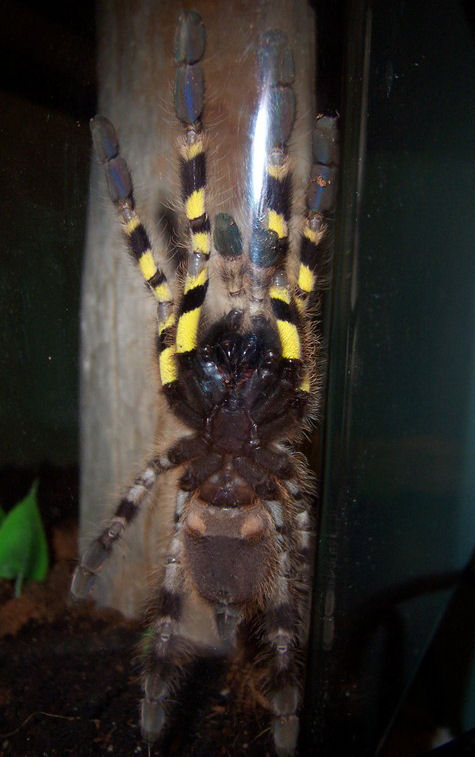
Vue ventrale d'une femelle juvénile.

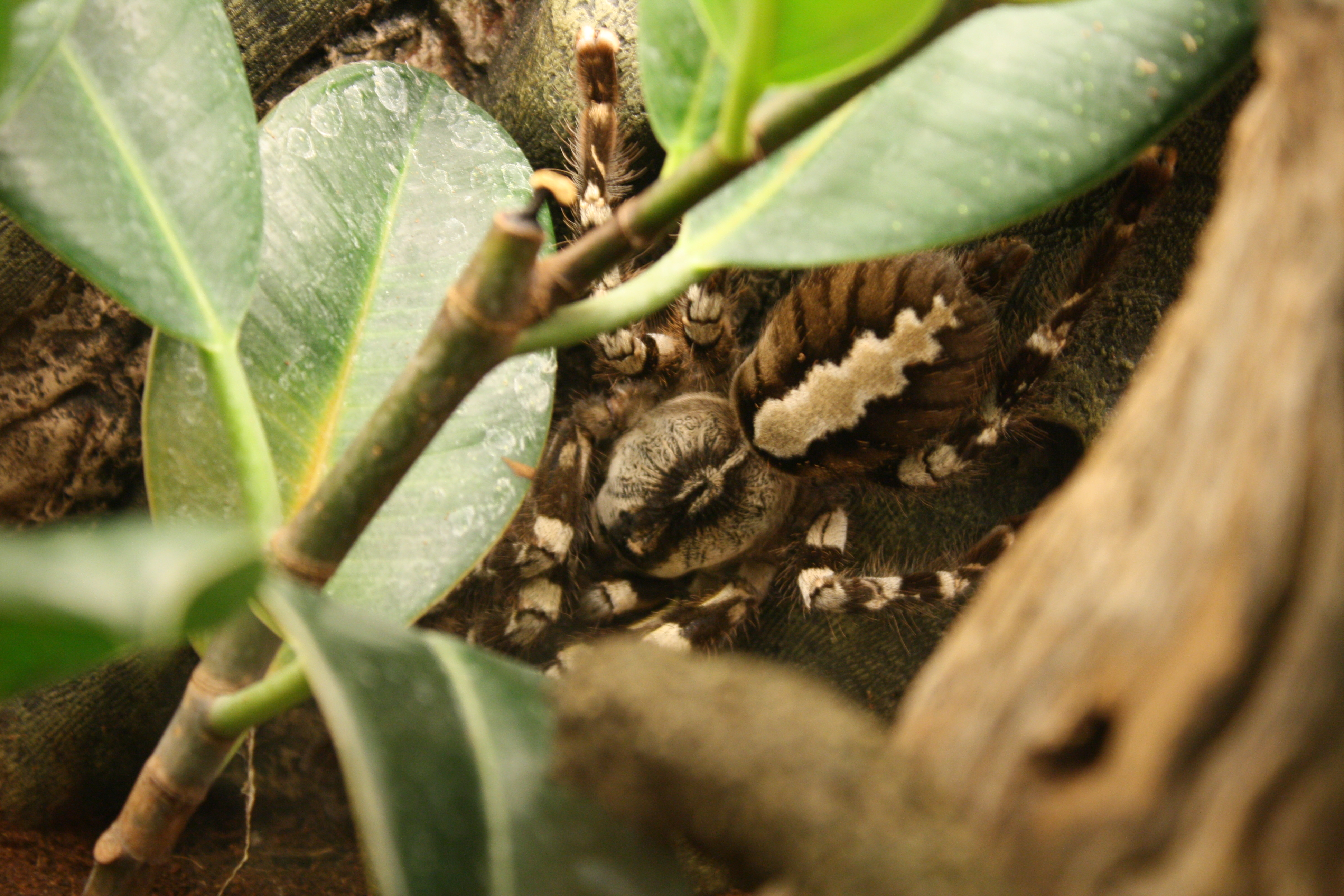
Poecilotheria regalis

Le nom Poecilotheria est dérivé des mots grecs "poikilos", qui signifie pointé ou repéré et "therion", qui signifie bête sauvage. Regalis se réfère à "royal". Comme toutes les autres espèces de son genre, elle exhibe des motifs bien définis sur son dos. Cette espèce de poecilotheria est aussi dotée de marques jaunes et noires sous ses pattes avant, qui sont utilisées pour intimider ceux qui passeraient trop près d'elle. La bande blanchâtre couvrant des parties génitales est une caractéristique exclusive à cette espèce. 
Son envergure peut dépasser 18 cm à l'âge adulte.
Les mâles sont matures vers l'âge d'un an et demi et meurent vers 2 ans.
Les femelles doivent attendre environ 4 ans avant de pouvoir se reproduire.

## Comportement
Le comportement de Poecilotheria regalis est assez comparable à celui des autres mygales arboricoles. 
Dans la nature, elles ont tendance à vivre dans des trous situés sur les arbres dans lesquels elle tissent des toiles asymétriques. Elles se nourrissent principalement d'insectes volants et de petits animaux tels que des lézards ou des grenouilles. Ces proies sont attrapées manuellement, la toile ne servant qu'au confort et à la protection. 
Il n'est pas rare de voir des mygales de cette espèce vivre en communauté. On peut y retrouver autant de spécimen qu'il y a de trous dans le même arbre. C'est une des rares espèces où des groupes de plusieurs mâles et plusieurs femelles peuvent être élevés ensemble.
Poecilotheria regalis a un comportement plutôt défensif voire agressif. Elle est généralement très rapide et imprévisible, et très active durant des périodes chaudes et humides.
La mygale ou tarentule ornementale indienne est ovipare, fabrique un cocon et y dépose ses œufs.

## Morsure
Bien qu'aucun cas de mortalité dû à une morsure de mygale n'ait été répertorié, les mygales du genre Poecilotheria sont connues pour être très venimeuses. Une morsure de cette mygale peut causer entre autres des crampes musculaires et des douleurs insupportables, des nausées et de la fièvre. Il n'est recommandé de manipuler les spécimens de ce genre en aucun cas. En cas de morsure, comme son venin neurotoxique a une toxicité élevée et qu'il peut être injecté en grande quantité au point de pouvoir être mortel pour l'homme, il faut se rendre immédiatement dans un lieu médicalisé.

## Publication originale
- Pocock, 1899 : The genus Poecilotheria: its habits, history and species. Annals and Magazine of Natural History, sér. 7, vol. 3, p. 82-96 (texte intégral).